# Delta Ursae Minoris
Delta Ursae Minoris (δ UMi, Yildun) – gwiazda w gwiazdozbiorze Małej Niedźwiedzicy. Ma ona obserwowaną wielkość gwiazdową równą 4,052m, znajduje się w odległości 172 lat świetlnych od Słońca.

## Nazwa
Gwiazda nosi tradycyjną nazwę Yildun. Wywodzi się ona od tureckiego Yıldız, co oznacza po prostu „gwiazda”; nazwa była też zniekształcana do postaci Vildiur i Gildun. Prawdopodobnie zawdzięcza nadanie nazwy swojemu szczególnemu położeniu, zaledwie 3,5° od północnego bieguna niebieskiego. Międzynarodowa Unia Astronomiczna zatwierdziła użycie nazwy Yildun dla określenia tej gwiazdy.

## Właściwości fizyczne
Jest to biała gwiazda ciągu głównego, należąca do typu widmowego A1. Temperatura jej powierzchni to 9000 K. Gwiazda ta jest 47 razy jaśniejsza od Słońca, a jej średnica wynosi 2,8 średnicy słonecznej. Charakteryzuje ją duża prędkość obrotowa – 174 kilometry na sekundę, która sprawia, że jej linie widmowe są rozmyte. Gwiazda obraca się 87 razy szybciej niż Słońce, co oznacza, że wykonuje pełny obrót w ciągu zaledwie 19 godzin.
Jest to gwiazda podwójna, opisanemu wyżej składnikowi towarzyszy znacznie słabsza gwiazda o wielkości 11,80m, oddalona o 4,5 sekundy kątowej (pomiar z 2009 r.).